# Tinerhir
Tinerhir, Tineghir o Tinghir es una ciudad del este de Marruecos, situada al pie de las montañas del Atlas. El nombre de esta ciudad, en el idioma tamazight que se habla en esta zona de Marruecos, significa «la de la montaña», porque la ciudad está rodeada de montañas altas. En las dos últimas décadas, Tinghir ha experimentado un crecimiento urbano muy rápido, y han aparecido barrios nuevos como Tichka, Lwafa, Bougafer y Tihit.
Los habitantes de Tinghir son imazighn, y principalmente son:
- Los habitantes antiguos que son Aït tdght, y hablan un tamazight de diferente pronunciación del que se habla en los pueblos cercanos a esta ciudad. Estos habitantes son los que llevan la actividad la mayoría de la actividad comercial de la ciudad.
- Los habitantes que se trasladaron de los pueblos cercanos o de otros pueblos de la provincia o de la provincia de Errachidía, y en su mayoría son de las tribus de Aït Atta.

## Economía
La economía de la ciudad se basa principalmente en la agricultura, el comercio y los servicios relacionados con el turismo. Muchas familias viven del dinero enviado a casa por sus parientes emigrantes en Europa. Actividades sociales y culturales siguen creciendo fuertemente en los últimos años, los proyectos para el entretenimiento de los niños pequeños están aumentando en muchos pueblos, y también los proyectos de alfabetización destinados a adultos y en particular de las mujeres se están llevando a cabo. Estos proyectos son apoyados por un gran número de organizaciones a nivel local y en el extranjero como GTF o APS y muchos otros.

## Geografía natural
Tineghir es un gran oasis se extiende unos 30 km de largo y de varios kilómetros de ancho, desde unos pocos kilómetros aguas arriba a 4 km aguas abajo. El clima del este de Tinghir es el que corresponde a las áridas regiones subtropicales, es decir, caliente, secos inviernos, en relación con la altitud (1430 metros). Hay unos pocos días de lluvia por año, las mayores precipitaciones se producen en otoño e invierno.
La región de Tineghir está encajada entre dos cadenas montañosas, se extiende a más de 700 km de longitud, al suroeste hasta el noreste de Marruecos: Alto Atlas al norte a más de 4167 m (Adrar Toubkal). Pre-Atlas al sur que es la continuación de Adrar Sarhro. A esto se le llama ruta Sur-Atlas, que es también el camino de Uarzazat a Imtghren. Durante la segunda época, esta región ha sido invadida periódicamente por el mar, produciendo depósitos de sedimentos ricos en fósiles marinos (amonitas están bien representadas). El levantamiento del Atlas, principalmente durante el Terciario, provocó la retirada del mar y la deformación de los estratos de las rocas (pliegues, fallas). La erosión eólica y fluvial eventualmente conformó el paisaje desierto de piedra caliza y arcilla. Todgha, el río se ha ensanchado con el tiempo a través de capas de roca, dando lugar a impresionantes cañones de 300 metros de alto, pero solo 10 metros de ancho en algunos lugares. Después el río se ensancha y sus bancos desarrollan un oasis verde (jardines, palmeras ...) contrastando radicalmente con los colores rojo ocre del desierto de piedra.

## Prefectura de la ciudad de Tinghir
El rey Mohamed VI dio su aprobación de alta el 21 de enero de 2009 para crear una ciudad de la prefectura de Tinghir, una iniciativa que llegó a satisfacer las necesidades de los habitantes de la ciudad y en Alto de orientación que figuran en el discurso que pronunció en la Real un jurídico e institucionales marco para una amplia reforma de la administración territorial que se basa en los principios del férreo gobierno y el fortalecimiento del control policial de proximidad.